# مبيدات ميكروبات الأمراض المنقولة عن طريق الاتصال الجنسي
مبيدات ميكروبات الأمراض المنقولة عن طريق الاتصال الجنسي هي عوامل دوائية ومواد كيميائية قادرة على قتل أو تدمير بعض الكائنات الحية الدقيقة التي تسبب عادة العدوى البشرية (مثل فيروس نقص المناعة البشرية).
مبيدات الميكروبات هي مجموعة متنوعة من المركبات الكيميائية التي تؤثر من خلال مجموعة متنوعة من آليات العمل المختلفة. تعمل التجارب السريرية على تطوير واختبار مركبات متعددة ذات تأثير مبيد للميكروبات. تأخذ مبيدات الميكروبات أشكال وأنظمة توصيل مختلفة بما في ذلك المواد الهلامية والكريمات والمستحضرات والبخاخات والأقراص أو الأفلام (التي يجب استخدامها قرب وقت الجماع) والإسفنج والحلقات المهبلية (أو غيرها من الأجهزة التي تطلق الجزيئات المؤثرة على مدى فترة أطول). تُطوّر حاليًا بعض هذه العوامل للتطبيق المهبلي وللاستخدام داخل المستقيم للأشخاص الذين يمارسون الجنس الشرجي.
على الرغم من وجود العديد من الأساليب للوقاية من الأمراض التي تنتقل عن طريق الاتصال الجنسي بشكل عام (وفيروس نقص المناعة البشرية على وجه الخصوص)، لم تكن الأساليب الحالية كافية لوقف انتشار هذه الأمراض (خاصة بين النساء وسكان الدول النامية). الامتناع عن ممارسة الجنس ليس خيارًا واقعيًا للنساء اللواتي يرغبن في الإنجاب، أو المعرضات لخطر العنف الجنسي. في مثل هذه الحالات، يمكن أن يوفر استخدام مبيدات الميكروبات الحماية الأولية (في حالة عدم وجود الواقي الذكري) وحماية ثانوية (إذا انكسر الواقي الذكري أو انزلق أثناء الجماع). من المأمول أن تكون مبيدات الميكروبات آمنة وفعالة في الحد من مخاطر انتقال فيروس نقص المناعة البشرية أثناء ممارسة الجنس مع شريك مصاب.

## آليات العمل

### المنظفات
تعمل منظفات ومبيدات الميكروبات السطحية مثل النونوكسينول -9 وكبريتات دوديسيل الصوديوم والدافي (1.0% C31G) عن طريق تعطيل الغلاف الفيروسي أو القفيصة أو الغشاء الدهني للكائنات الحية الدقيقة. نظرًا لأن مبيدات الميكروبات المنظفة تقتل أيضًا خلايا المضيف وتضعف وظيفة الحاجز للأسطح المخاطية الصحية، فهي أقل استحسانًا من العوامل الأخرى. بالإضافة إلى ذلك، لم تثبت التجارب السريرية أن هذه العوامل فعالة في منع انتقال فيروس نقص المناعة البشرية؛ ولذلك توقفت التجارب المعملية والسريرية التي تختبر هذه الفئة من المنتجات كمبيدات ميكروبات إلى حد كبير.

### معززات الدفاع المهبلية
عادةً ما يكون الرقم الهيدروجيني الصحي للمهبل حمضيًا تمامًا، وتبلغ قيمة الرقم الهيدروجيني حوالي 4. ومع ذلك، يمكن أن يؤدي الرقم الهيدروجيني القلوي للسائل المنوي إلى تحييد درجة الحموضة المهبلية. تعمل إحدى الفئات المحتملة من مبيدات الميكروبات عن طريق تقليل درجة الحموضة في الإفرازات المهبلية، والتي قد تقتل (أو تعطل) الكائنات الحية الدقيقة المسببة للأمراض. أحد هذه العوامل هو الجِل المعدِّل (أو البفر جِل)، وهو مبيد للحيوانات المنوية ومبيد للجراثيم مصمم للحفاظ على الحموضة الوقائية الطبيعية للمهبل. أثبتت هذه الفئة أنها غير فعالة في الوقاية من الإصابة بفيروس نقص المناعة البشرية.

### متعددات الكهارل
تشمل فئة متعددات الكهارل لمبيدات الميكروبات الكاراجينان. الكاراجينان هي عائلة من عديدات السكاريد الخطية المكلورة المرتبطة كيميائيًا بكبريتات الهيباران، والتي تستخدمها العديد من الميكروبات كمستقبلات كيميائية حيوية للارتباط الأولي بغشاء الخلية. وهكذا، فإن الكاراجينان ومبيدات الميكروبات الأخرى من فئته تعمل كمستقبلات تخدع الفيروسات لترتبط بها.
فشلت مستحضرات الكاراجينان (مثل مبيدات الميكروبات المهبلية الهلامية 0.5% PRO 2000 و3% كاراغارد) في إثبات فعاليتها في منع انتقال فيروس نقص المناعة البشرية في المرحلة الثالثة من التجارب السريرية متعددة المراكز. ثبت أن PRO 2000 آمن، لكنه لم يقلل من خطر الإصابة بفيروس نقص المناعة البشرية لدى النساء (بحسب نتائج تجربة MDP 301، التي صدرت في ديسمبر 2009). وبالمثل، أظهرت تجربة فعالية المرحلة الثالثة من كاراغارد أن العقار آمن للاستخدام ولكنه غير فعال في منع انتقال فيروس نقص المناعة البشرية لدى النساء.
كبريتات السليلوز هو مبيد ميكروبات آخر غير فعال في منع انتقال فيروس نقص المناعة البشرية. في 1 فبراير 2007، أعلنت جمعية الإيدز الدولية إيقاف تجربتين للمرحلة الثالثة من كبريتات السليلوز لأن النتائج الأولية تشير إلى احتمال زيادة خطر الإصابة بفيروس نقص المناعة البشرية لدى النساء اللائي استخدمن المركب. لا يوجد تفسير مرضٍ لسبب ارتباط استخدام كبريتات السليلوز بزيادة خطر الإصابة بفيروس نقص المناعة البشرية عن العلاج الوهمي. وفقًا لمراجعة الأدوية المرشحة لمبيدات الميكروبات من قبل منظمة الصحة العالمية في 16 مارس 2007، هناك عدد كبير من المركبات (أكثر من 60 في أوائل عام 2007) قيد التطوير؛ في بداية ذلك العام كان هناك خمس تجارب في المرحلة الثالثة من الاختبار.

### المتغصنات النانوية
الفيفا جل (VivaGel) عبارة عن مادة مزلقة جنسية بخصائص مضادة للفيروسات تصنعها شركة الأدوية الأسترالية ستارفارما. العنصر النشط عبارة عن جزيء متشعب نانوي (يرتبط بالفيروسات ويمنعها من التأثير على خلايا الكائن الحي). تشير النتائج التجريبية باستخدام الفيفا جل إلى فعالية بنسبة 85-100% في منع انتقال كل من فيروس نقص المناعة البشرية والهربس التناسلي في قرود المكاك. لقد اجتازت مراحل الاختبار على الحيوانات في عملية الموافقة على الأدوية في أستراليا والولايات المتحدة، والتي ستتبعها اختبارات سلامة الإنسان الأولية. منحت المعاهد الوطنية للصحة والمعهد الوطني للحساسية والأمراض المعدية منحًا يبلغ مجموعها 25.7 مليون دولار لتطوير واختبار الفيفا جل. يُطور الفيفا جل كمبيد للميكروبات قائم بذاته ومبيد ميكروبي داخل المهبل. وتُدرس إمكانية استخدامه في الواقي الذكري. من المأمول أن يوفر الفيفا جل موردًا إضافيًا للتخفيف من جائحة الإيدز في جنوب الصحراء الكبرى.
ومن المأمول أيضًا أن تمنع مبيدات الميكروبات انتقال فيروس نقص المناعة البشرية وغيره من الأمراض المنقولة جنسيًا، مثل تلك التي تسببها بعض فيروسات الورم الحليمي البشري (HPV) وفيروسات الهربس البسيط (HSV). في عام 2009، أصدرت شركة ستارفارما نتائجها لدراسة تبحث في تأثير الفيفا جل المضاد للفيروسات ضد فيروس نقص المناعة البشرية وفيروس الهربس البسيط في البشر عن طريق اختبار عينات عنق الرحم والمهبل في المختبر (في أنبوب اختبار). أظهر المركب مستوى عالٍ من الفعالية ضد فيروس نقص المناعة البشرية وفيروس الهربس البسيط. في حين أن النتائج مشجعة، لكن لم تزودنا الدراسة بتأثير الفيفا جل على جسم الإنسان. ما يزال من غير المعروف ما تعنيه النتائج بالنسبة للنساء اللواتي قد يستخدمن المنتج في ظروف الحياة الواقعية، فمثلًا تأثير الجماع (أو السائل المنوي) على الهلام (الذي غالبًا ما يؤثر على الخصائص الوقائية للدواء) غير معروف. أظهرت تجربة كابريسا 004 (CAPRISA 004) أن جل تينوفوفير الموضعي يوفر حماية بنسبة 51% ضد فيروس الهربس البسيط -2. 

### مضادات الفيروسات القهقرية
بدأ الباحثون في التركيز على فئة أخرى من مبيدات الميكروبات، وهي مضادات الفيروسات القهقرية (ARV). تعمل الأدوية المضادة للفيروسات القهقرية إما عن طريق منع فيروس نقص المناعة البشرية من دخول خلية مضيفة بشرية، أو عن طريق منع تكاثره بعد دخوله بالفعل. من الأمثلة على الأدوية المضادة للفيروسات القهقرية التي تُختبر للوقاية منها تينوفوفير، ودابيفيرين (مثبط للنسخ العكسي لفيروس نقص المناعة البشرية) وUC-781. حظيت مبيدات الميكروبات من الجيل التالي هذه بالاهتمام والدعم لأنها تعتمد على نفس الأدوية المضادة للفيروسات القهقرية المستخدمة حاليًا لإطالة بقاء (وتحسين نوعية الحياة) للأشخاص المصابين بفيروس نقص المناعة البشرية. وتستخدم مضادات الفيروسات القهقرية لمنع الانتقال العمودي لفيروس نقص المناعة البشرية من الأم إلى الطفل أثناء الولادة، وتستخدم لمنع الإصابة بفيروس نقص المناعة البشرية مباشرة بعد التعرض للفيروس. يمكن صياغة هذه المركبات القائمة على مضادات الفيروسات القهقرية في مبيدات ميكروبات موضعية تؤثر موضعيًا في المستقيم أو المهبل أو بشكل جهازي من خلال تركيبات عن طريق الفم أو عن طريق الحقن (الوقاية قبل التعرض). يمكن صياغة مبيدات الميكروبات المحتوية على مضادات الفيروسات القهقرية على شكل حلقات مهبلية طويلة المفعول، ومواد هلامية. اختبرت نتائج أول تجربة فعالة لمبيد ميكروبي قائم على مضادات الفيروسات القهقرية في تجربة كابريسا 004، (تينوفوفير) بنسبة 1% في شكل هلام لمنع انتقال فيروس نقص المناعة البشرية من الذكور إلى الإناث. أظهرت التجربة أن الجل (الذي يؤثر موضعيًا على المهبل) كان فعالًا بنسبة 39% في منع انتقال فيروس نقص المناعة البشرية. كانت كاسبيرا 004 هي الدراسة الثانية عشرة لفعالية مبيدات الميكروبات التي تصل لآخر مرحلة، والأولى التي أظهرت انخفاضًا كبيرًا في انتقال فيروس نقص المناعة البشرية. نتائج هذه التجربة ذات دلالة إحصائية وتقدم دليلًا على مفهوم أن مضادات الفيروسات القهقرية التي تُطبق موضعيًا على الغشاء المخاطي المهبلي، والتي يمكن أن توفر الحماية ضد فيروس نقص المناعة البشرية (وغيره) من مسببات الأمراض.